# Успение Богородично (Годлево)
Вижте пояснителната страница за други значения на Успение Богородично.
„Успение Богородично“ е българска възрожденска църква в разложкото село Годлево, България, част от Неврокопската епархия на Българската православна църква. Обявена е за паметник на културата.

## История
В 1833 година поп Теодосий от Годлево издейства султански ферман за построяване на църквата. Тя е построена в 1835 година с доброволен труд на местното население в центъра на селото.

## Архитектура
В архитектурно отношение представлява трикобна псевдобазилика с трем от западната страна. В интериора дървените тавани са апликирани. Иконостасът има ажурна резба по царските двели, венчилката и кръжилата. 34-те иконостасни икони и целувателната икона „Успение Богородично“ вероятно са дело на Димитър Молеров. Ценни са и трите дървени струговани свещници, трите оригинално ковани железни свещници и преносимите икони.